# Böbikon
Böbikon es una comuna suiza del cantón de Argovia, situada en el distrito de Zurzach. Limita al norte con las comunas de Rekingen y Mellikon, al este con Wislikofen, al sur con Lengnau, y al oeste con Baldingen.

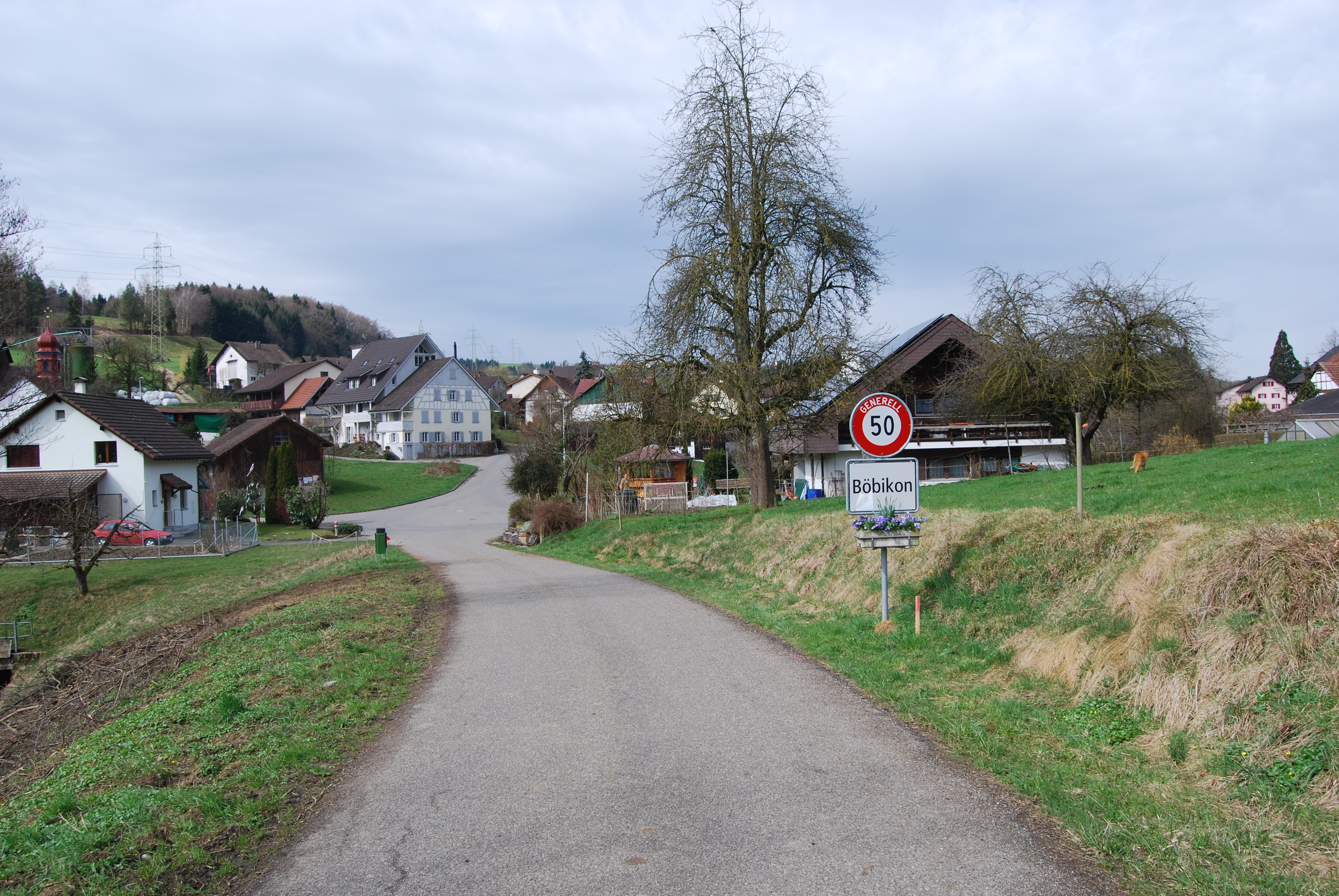
Böbikon